# Karlshamn–Vislanda Järnväg
|  |  |  |  |

|  | Continuation backward |

| Unknown BSicon "exCONTgq" | Unknown BSicon "eKRZo" | Unknown BSicon "exSTR+r" |  |

|  | Unknown BSicon "eABZg+l" | Unknown BSicon "exSTRr" |  |

|  | Station on track |

|  | Unknown BSicon "eABZgl" | Unknown BSicon "exSTR+r" |  |

|  | Continuation forward | Unknown BSicon "exHST" |  |

|  |  | Unknown BSicon "exHST" |

|  |  | Unknown BSicon "exHST" |

|  |  | Unknown BSicon "exHST" |

|  |  | Unknown BSicon "exhKRZWae" |

|  |  | Unknown BSicon "exHST" |

|  |  | Unknown BSicon "exABZg+l" | Unknown BSicon "exCONTfq" |

|  |  | Unknown BSicon "exBHF" |

|  |  | Unknown BSicon "exBHF" |

|  |  | Unknown BSicon "exHST" |

|  |  | Unknown BSicon "exHST" |

|  |  | Unknown BSicon "exHST" |

|  |  | Unknown BSicon "exHST" |

|  |  | Unknown BSicon "exHST" |

|  |  | Unknown BSicon "exHST" |

|  |  | Unknown BSicon "exHST" |

|  |  | Unknown BSicon "exHST" |

|  | Unknown BSicon "CONTgq" | Unknown BSicon "xABZg+r" |  |

|  |  | Station on track |

|  |  | One way leftward | Unknown BSicon "CONTfq" |

|  |  |  |  |

|  | Continuation backward |

| Unknown BSicon "exCONTgq" | Unknown BSicon "eKRZo" | Unknown BSicon "exSTR+r" |  |

|  | Unknown BSicon "eABZg+l" | Unknown BSicon "exSTRr" |  |

|  | Station on track |

|  | Unknown BSicon "eABZgl" | Unknown BSicon "exSTR+r" |  |

|  | Continuation forward | Unknown BSicon "exHST" |  |

|  |  | Unknown BSicon "exHST" |

|  |  | Unknown BSicon "exHST" |

|  |  | Unknown BSicon "exHST" |

|  |  | Unknown BSicon "exhKRZWae" |

|  |  | Unknown BSicon "exHST" |

|  |  | Unknown BSicon "exABZg+l" | Unknown BSicon "exCONTfq" |

|  |  | Unknown BSicon "exBHF" |

|  |  | Unknown BSicon "exBHF" |

|  |  | Unknown BSicon "exHST" |

|  |  | Unknown BSicon "exHST" |

|  |  | Unknown BSicon "exHST" |

|  |  | Unknown BSicon "exHST" |

|  |  | Unknown BSicon "exHST" |

|  |  | Unknown BSicon "exHST" |

|  |  | Unknown BSicon "exHST" |

|  |  | Unknown BSicon "exHST" |

|  | Unknown BSicon "CONTgq" | Unknown BSicon "xABZg+r" |  |

|  |  | Station on track |

|  |  | One way leftward | Unknown BSicon "CONTfq" |

Karlshamn–Vislanda Järnväg (KWJ) var namnet på järnvägssträckan Karlshamn−Vislanda. Järnvägen var 78 kilometer lång och smalspårig med spårvidden 1067 mm.

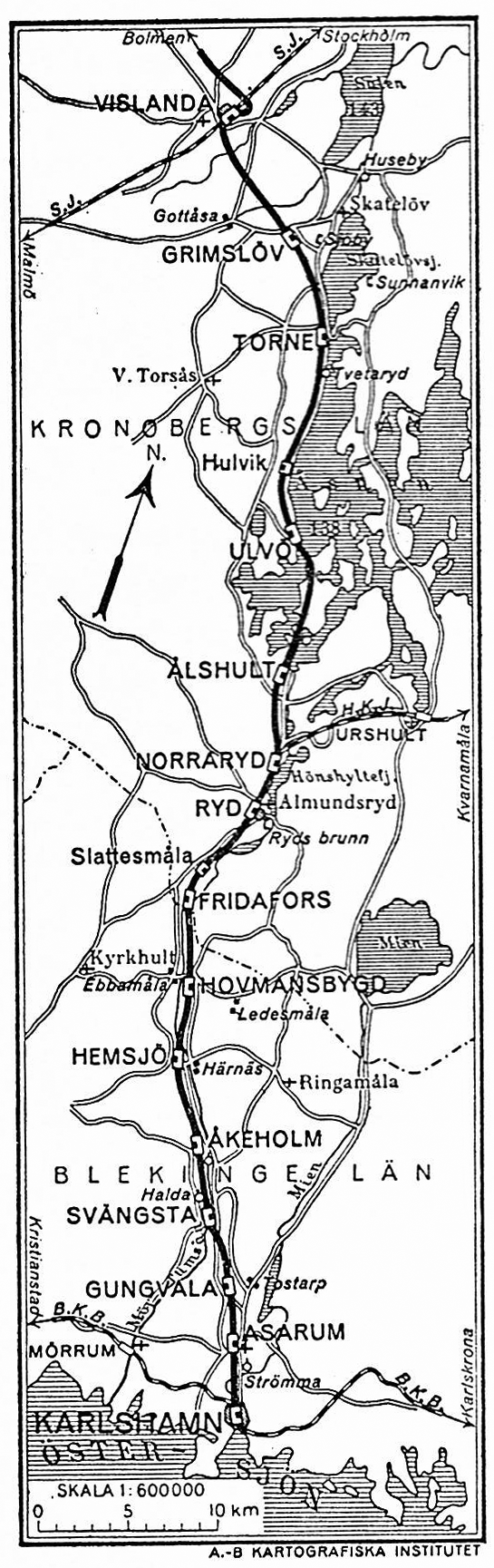
KWJ. Karta 1926.

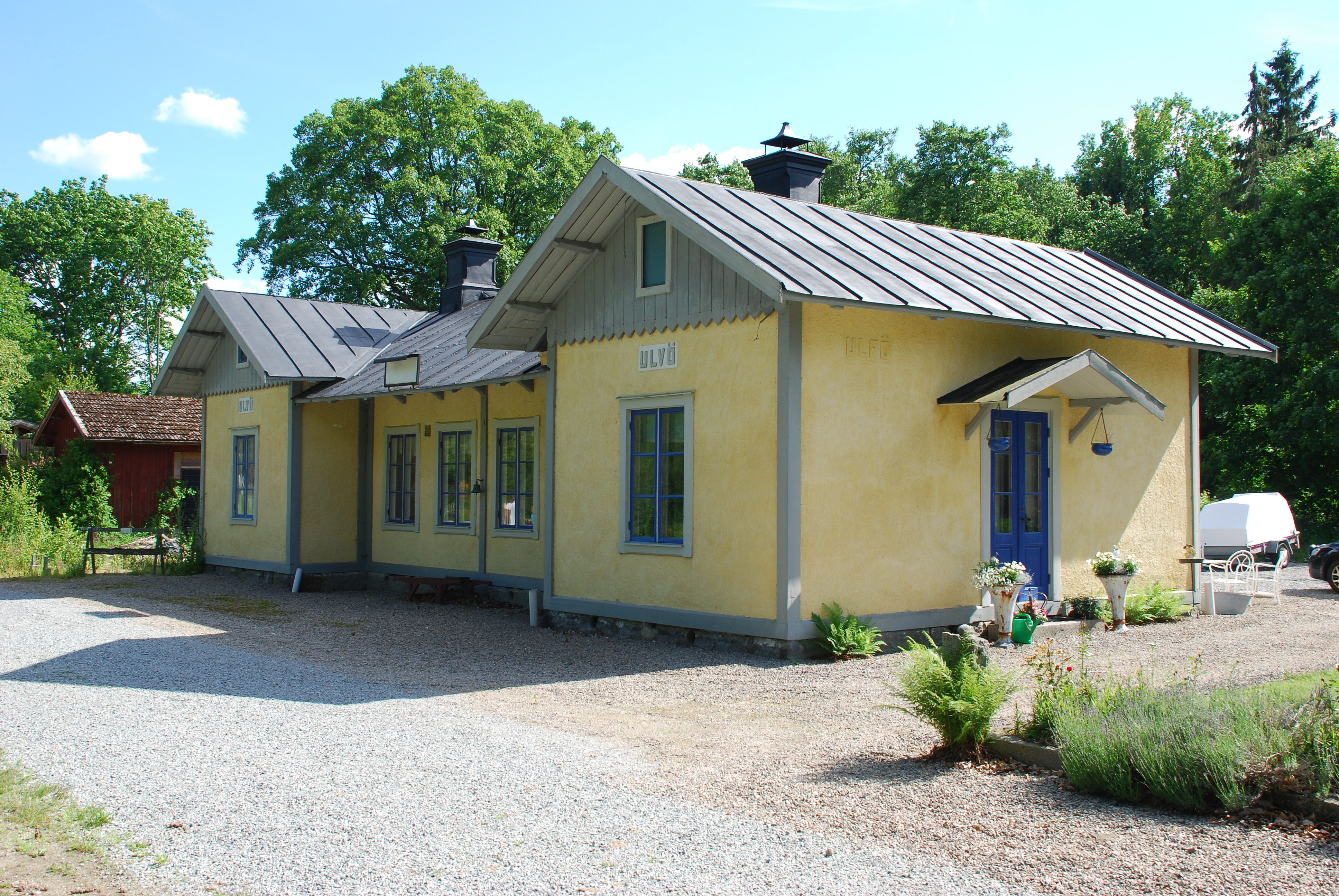
Ulvö station

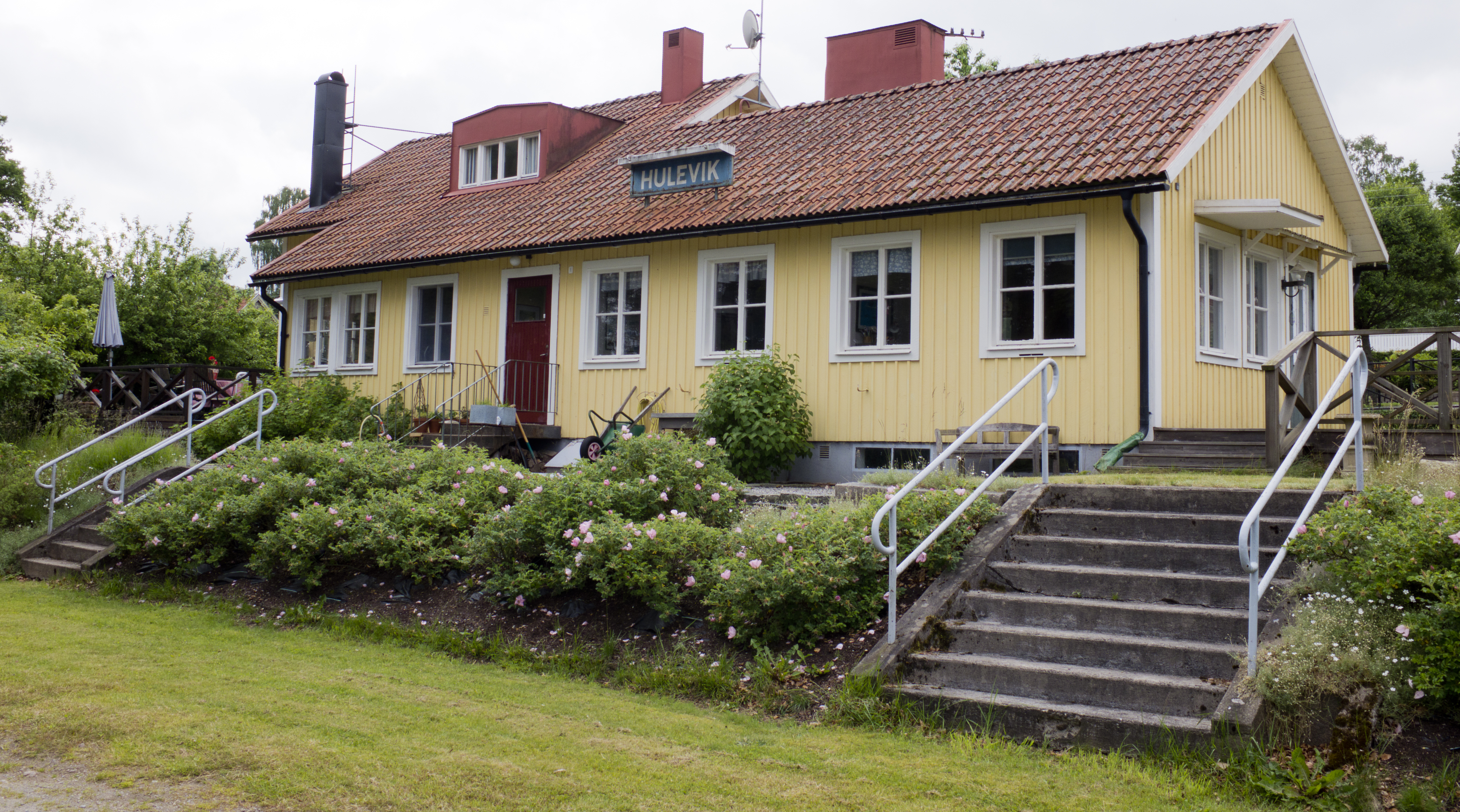
Järnvägsbyggnad i Hulevik.

Bygget av järnvägen påbörjades 1872 och hela sträckan stod färdig 1874 då den invigdes av kung Oscar II. KWJ övertog 1908 Vislanda–Bolmens Järnväg (ViBJ) och bildade Karlshamn–Vislanda–Bolmens Järnväg (KVBJ). Banan förstatligades 1943. Som landets sista järnväg med spårvidden 1067 mm lades trafiken på banan ned 1970. Rivning av banan gjordes i etapper från nedläggningsåret fram till 1982 då den sista delen togs från Karlshamn till Ryd, där det fortsatt gick godstransporter. Kvar idag av ett tidigare relativt omfattande nät av linjer i Sydsverige med spårvidden 1067 mm eller 3,5 engelska fot, är ett utomhusmuseum i Hovmansbygd 27 kilometer norr om Karlshamn där Karlshamn-Vislanda-Bolmens-Järnvägssällskap (K.V.B.J.) bevarat en stor del av stationsmiljön och ett antal historiskt viktiga vagnar samt återuppbyggt delar av rälsen.

## Förhistoria
Södra stambanans tillkomst på delsträckan Nässjö–Malmö 1862 gav impulser till sidobanor som förverkligades under mitten av 1870-talet. Då öppnades järnvägar mellan stambanan och hamnstäder i Småland och Blekinge: Oskarshamn, Kalmar, Karlskrona och Karlshamn.
Hos Hushållningssällskapet i Kronobergs län togs frågan om en järnväg till Karlshamn upp 1855 och 1863 uppdrog sällskapet åt två väg- och vattenbyggare, C A Olivecrona och Wilhelm Gagner att undersöka en linje från Karlshamn till sjön Åsnens södra strand. Man tänkte sig att trafiken norrut skulle ske med båt på Åsnen och genom en kanal vid Huseby vidare genom sjön Salen till Alvesta vid stambanan.
1864 togs frågan upp i Karlshamns stadsfullmäktige och Gagner fick i uppdrag att utreda en bana hela vägen till stambanan. Gagner avlämnade ritningar med mera för en bana till Vislanda vid Södra stambanan och staden beslöt teckna 500 000 riksdaler riksmynt (rdr rmt) i företaget.
1869 kom frågan upp igen. Gagner lämnade tre alternativ, ett gällde normalspår till en kostnad av 2,427 miljoner rdr rmt. Men man bad även en annan väg- och vattenbyggare, Erik Sandell lämna förslag. Sandell föreslog smalspår (1067 mm) för 1,9 miljoner rdr rmt. Detta accepterades.

## Banbygget
I slutet av 1870 bildades Karlshamn–Vislanda järnvägsaktiebolag. Styrelsen dominerades av personer från Karlshamn med Edv. Meyer som ordförande. Staden utökade sin aktieteckning och garanterade ett lån.
Bansträckningen i det ursprungliga förslaget ändrades till att nära följa Åsnens västra strand i stället för att gå längre västerut vid Lönashult och Gottåsa. Sandell blev överingenjör. Arbetet började i februari 1872. Banan öppnades och invigdes 29 juni 1874 av Oscar II.